# 王自用
王自用（1582—1633年），号紫金梁，陕西绥德人，明朝農民軍領袖。

## 生平
崇祯元年（1628年），与混天王等起义，後來成為王嘉胤部属。崇禎四年（1632年）王嘉胤被部下刺死，自用被三十六营推为盟主，活跃于豫北一帶。崇祯六年在武安作战受伤，退入山中，不久病死。一说在济源被明軍鄧玘的部下用箭射伤，不久死去，李自成收其遗部二万余人。